# Mayinga N'Seka

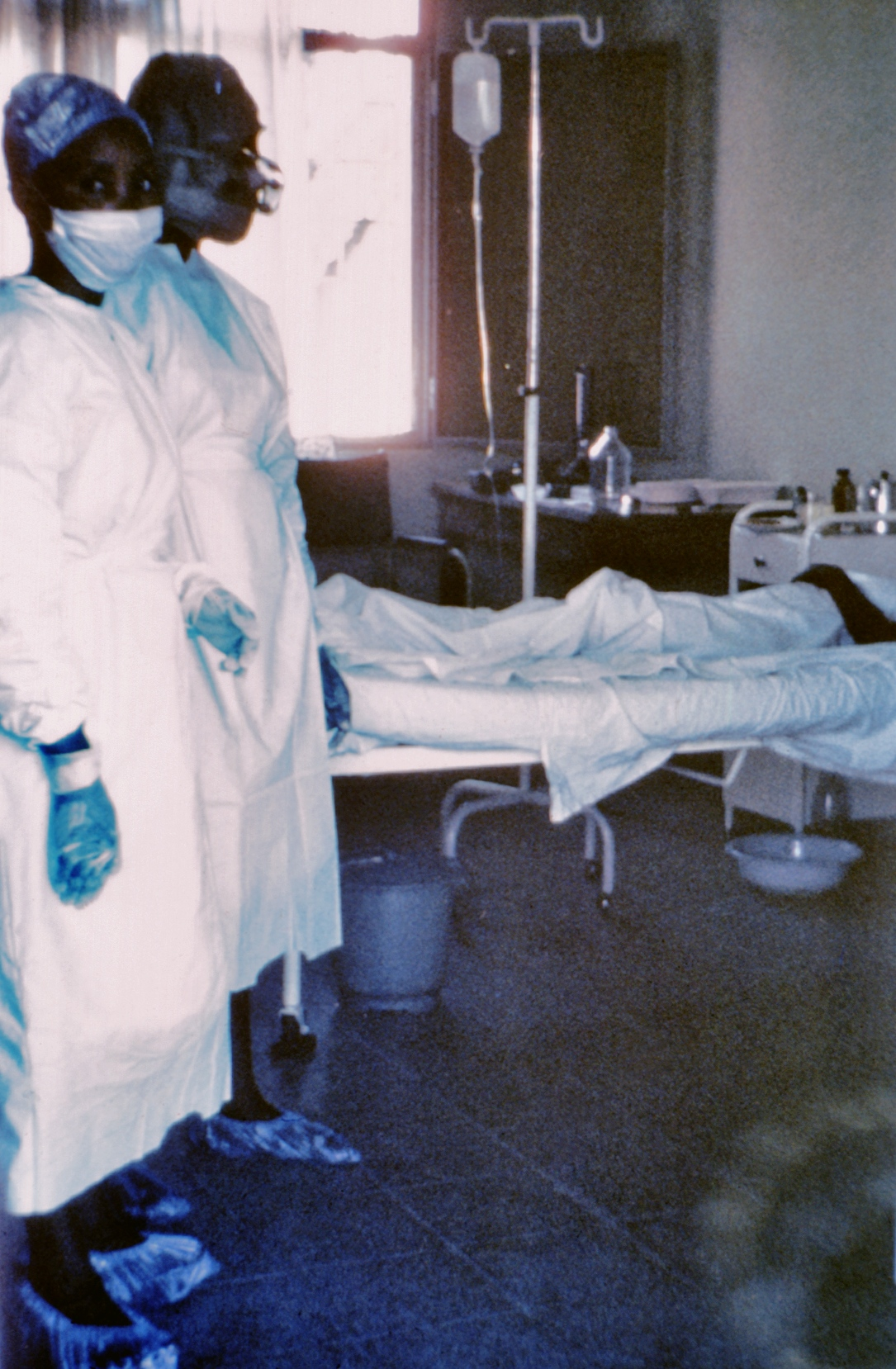
Bức ảnh 2 y tá đứng trước Mayinga N'Seka, người bị mắc bệnh vi rút Ebola; bà qua đời chỉ vài ngày sau đó tại bệnh viên Ngaliema,Kinshasa, Zaïre do xuất huyết nội nặng vào năm 1976.

Mayinga N'Seka (1954 – 19/10/1976) là một y tá người Zaïre, bây giờ là Cộng hòa Dân chủ Congo. Bà qua đời do mắc virút Ebola giữa đợt dịch năm 1976 tại Zaïre.

## Tiểu sử
N'Seka là y tá tại bệnh viện Ngaliema ở Kinshasa, đã tiếp xúc với Ebola sau khi điều trị cho một người tại bệnh viện dã chiến ở làng Yambuku, nơi đại dịch bắt đầu. Mayinga qua đời tại bệnh viên Ngaleima Hospital vào ngày 19 tháng 10 năm 1976. Đây là nơi điều trị 318 ca bệnh, với tỉ lệ tử vong là 88%.
Trong cuốn sách của về đại dịch năm 1976, Ebola, William Close viết rằng N'Seka điều trị cho một bà phước, Sơ Fermina, người làm việc tại giáo hội Công giáo Yambuku, trung tâm của đại dịch. Fermina qua đời tại bệnh viện Kinshasa khi đang cố gắng trở về Bỉ để chẩn đoán bệnh. Dịch bệnh nguy hiểm vẫn chưa được biết tới khi N'Seka chữa trị cho Fermina, Và không có bất kì một biện pháp bảo vệ đặc biệt nào khi tiếp xúc với máu và nội dịch của bà phước. N'Seka lúc đó 22 tuổi và đang chuẩn bị đến châu Âu để học y tá nâng cao. N'Seka sinh năm 1954.

## Di sản
Chủng vi rút Ebola đã làm cho N'Seka nhiễm bệnh đã được đặt tên là "Zaïre virus strain Mayinga"  (chủng vi rút Mayinga của Zäire) (bây giờ là chủng vi rút Mayinga; EBOV/May),và loài  vi rút ebola Zaire.
Máu của N'Seka cũng được sử dụng khắp thế giới để nghiên cứu cấu trúc và sự lặp lại của chủng vi rút mà bà mắc phải và vi rút Ebola.